# Axel Dönhardt

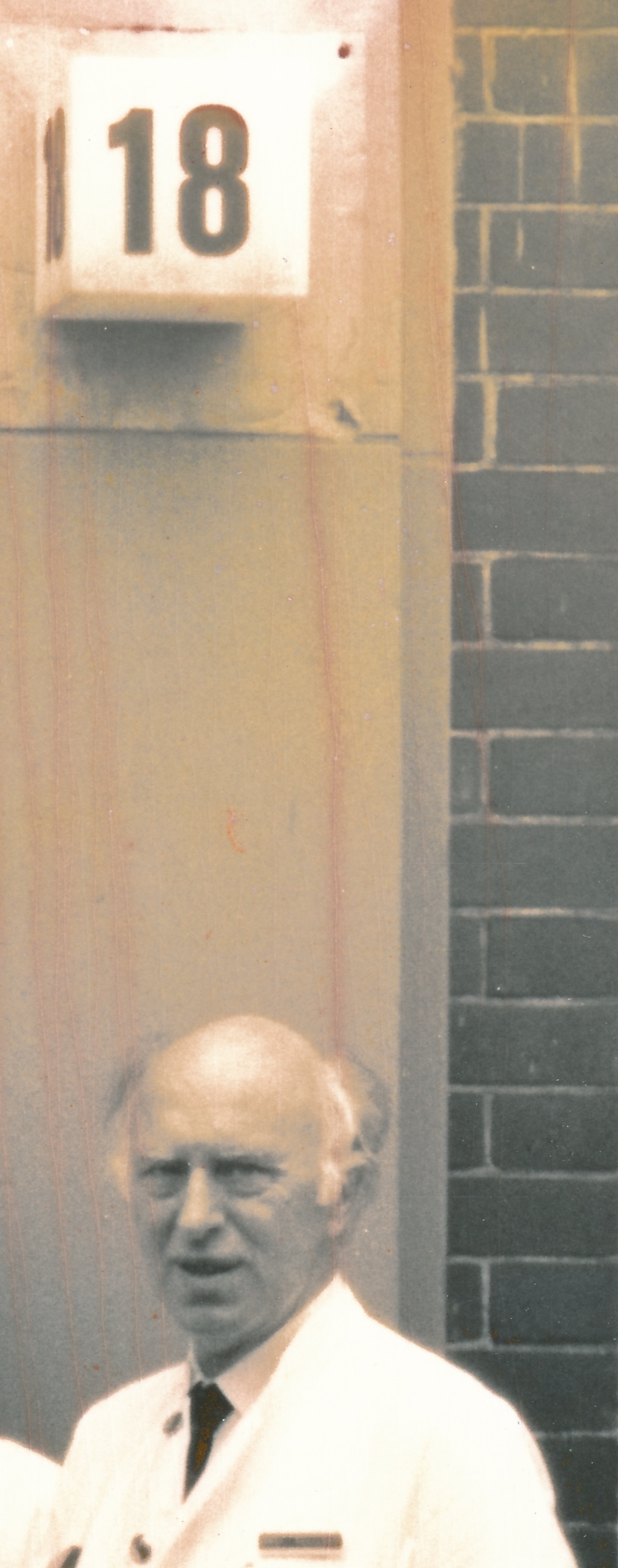
Axel Dönhardt am Eingang Haus 18 Krankenhaus Barmbek

Wilhelm Axel Henry Dönhardt (* 18. April 1920 in Hamburg; † 11. Dezember 2004 in Hamburg)
war der Pionier der deutschen Intensivmedizin und Errichtung von Giftinformationzentren. 1947 baute er als Assistenzarzt die erste Eiserne Lunge in Deutschland.

## Schule, Studium, Militärdienst und Assistenzarztzeit
Dönhardt besuchte zunächst die Volksschule Moorkamp, ab 1930 das Heinrich-Hertz-Gymnasium in Hamburg und legte dort das Abitur im März 1939 ab.
Seit 1936 war er Mitglied des Deutschen Amateur-Sende- und Empfangsdienst (DASD) und bewarb sich nach dem Abitur zum Militärdienst bei der Abteilung für Luftnachrichten der Luftwaffe. Nachdem wurde er zum Reichsarbeitsdienst beim Autobahnbau in der Nähe von Soltau eingezogen worden war, leistete er seinen Wehrdienst ab 1. Oktober 1939, zunächst bei einer Baukompanie der Luftwaffe. Im Winter 1939/1940 wurde er während der Grippeepidemie im Krankenpflegedienst auf dem Krankenrevier der Kompanie eingesetzt. Da die Luftwaffe Mediziner suchte und ausbildete, konnte er ab September 1940 in Hamburg das Medizinstudium aufnehmen. Nach dem Physikum im März 1942 wurde er erneut zum Wehrdienst einberufen, den er bis Ende 1942, zuletzt bei der 1. Luftwaffen-Felddivision in Russland, ableistete. Ab 1943 war er Assistent bei Klotilde Gollwitzer-Meier im Institut für experimentelle Pathologie und Balneologie in Hamburg.
Am 9. Dezember 1943 heiratete Dönhardt seine Kommilitonin Erika Gräber (* 11. März 1921; † 6. November 2010). Im April 1945, nach neun Semestern Studiendauer, legte Axel Dönhardt das Staatsexamen ab und promovierte mit der Arbeit: Über den Wilson-Block und Veränderungen der QIII-Zacke im Elektrokardiogramm der toxischen Diphtherie und über die Ausprägung dieser Veränderung im Brustwandelektrokardiogramm des kleinen Herzdreiecks nach Kroetz und Nehb.
Bis Kriegsende arbeitete er in einem Lazarett. Aus der Kriegsgefangenschaft wurde er im Oktober 1945 entlassen, erkrankte an Scharlach und wurde im Krankenhaus Altona behandelt. Dort arbeitete er ab Anfang 1946 zunächst als unbezahlter Hospitant auf der internistischen Abteilung. Seine Frau war dort bezahlte Assistentin. Sein Förderer wurde der Chefarzt der internistischen Abteilung des Krankenhauses Altona Reinhard Aschenbrenner. Als Dönhardts Frau schwanger wurde, trat er ihre Stelle als Assistenzarzt an und übernahm die Leitung des Labors für klinische Chemie. In Altona wurden Personen mit Unterernährung, unter anderem auch ehemalige Gefangene des KZ Bergen-Belsen behandelt und untersucht. In den Jahren 1948 und 1949 untersuchte er in Zusammenarbeit mit dem Hygienischen Institut den Lipoidkomplex bei Unterernährung. Hierbei wurden zunächst die Blutwerte von Erkrankten mit Hungerödem mit denen gut ernährter Schwestern sowie von Patienten mit Karzinomkachexien verglichen. Aus dieser Zeit stammte vermutlich die starke Abneigung Dönhardts gegenüber adipösen Patienten.

## Eiserne Lunge
Als im Sommer 1947 eine Poliomyelitisepidemie in Hamburg ausbrach, wurde das Allgemeine Krankenhaus Altona im September 1947 geräumt und dort die Zentrale für Hamburger Poliopatienten eingerichtet. Um dem dringenden Bedarf an Beatmungsgeräten nachkommen zu können – etliche Patienten waren bereits aufgrund schwerer Atemlähmungen verstorben – beauftragte Aschenbrenner Dönhardt, schnellstmöglich eine eigene Version der „Iron Lung“ von Philip Drinker zu bauen, der Ankauf amerikanischer Beatmungsgeräte stand im Nachkriegsdeutschland der 1940er Jahre außer Frage. Als Vorlage diente ein Nuffield-Both-Respirator aus dem Garnisons-Lazarett der Britischen Militärregierung und eine schlecht gedruckte Zeichnung einer amerikanischen Eisernen Lunge von 1928. Auf der Deutschen Werft wurde innerhalb von drei Tagen u. a. aus Kriegsschrott (Torpedorohr eines Zerstörers), Schiffsteilen (Getriebe eines Fischkutters) und dem Blasebalg einer Feldschmiede die Deutsche-Werft-Lunge gebaut, im Krankenhaus Altona aufgebaut und am 12. Oktober 1947 in Betrieb genommen. Somit wurde das Behandlungszentrum am Krankenhaus Altona eine der Keimzellen der Intensivmedizin in Deutschland.
Insgesamt wurden in kurzer Zeit drei Eiserne Lungen gebaut. Das Modell wurde verbessert und von der verbesserten Form wurden zehn Lungen gebaut, die u. a. im Universitäts-Krankenhaus-Eppendorf (UKE) und im Hamburgischen Krankenhaus Bad Bevensen genutzt wurden. Auch nach Düsseldorf, Erlangen, Stuttgart, Berlin, Marburg, Kassel und Darmstadt wurden die Deutsche-Werft-Lungen vertrieben und dort eingesetzt. Die Firma Dräger führte die Produktion verbesserter Geräte weiter.
In den weiteren Jahren arbeitete Dönhardt an der Verbesserung der Eisernen Lunge. Zudem entwickelte er in Zusammenarbeit mit der Firma Dräger ein Gerät zur endotrachealen Beatmung. Dieser „Poliomat“ ging 1952/53 in Serienfertigung und fand schnell weltweite Verbreitung – auch in den USA, wo bis dahin lediglich die Eiserne Lunge zum Einsatz kam.
1951 wurde er Oberarzt der Medizinischen Abteilung des Allgemeinen Krankenhauses Altona. 1954 reichte er seine Habilitationsschrift ein, die 1955 unter dem Titel „Künstliche Dauerbeatmung“ veröffentlichte wurde. Er war dann als Privatdozent weiter in Altona tätig.

## Intensivmedizin und Giftinformation am Allgemeinen Krankenhaus Barmbek
1961 wurde Dönhardt zum außerplanmäßigen Professor ernannt. Noch im selben Jahr übernahm er die Leitung der III. Medizinischen Abteilung des Allgemeinen Krankenhauses Barmbek in Hamburg. Er richtete dort eine der ersten internistischen Intensivstationen in Hamburg ein. 

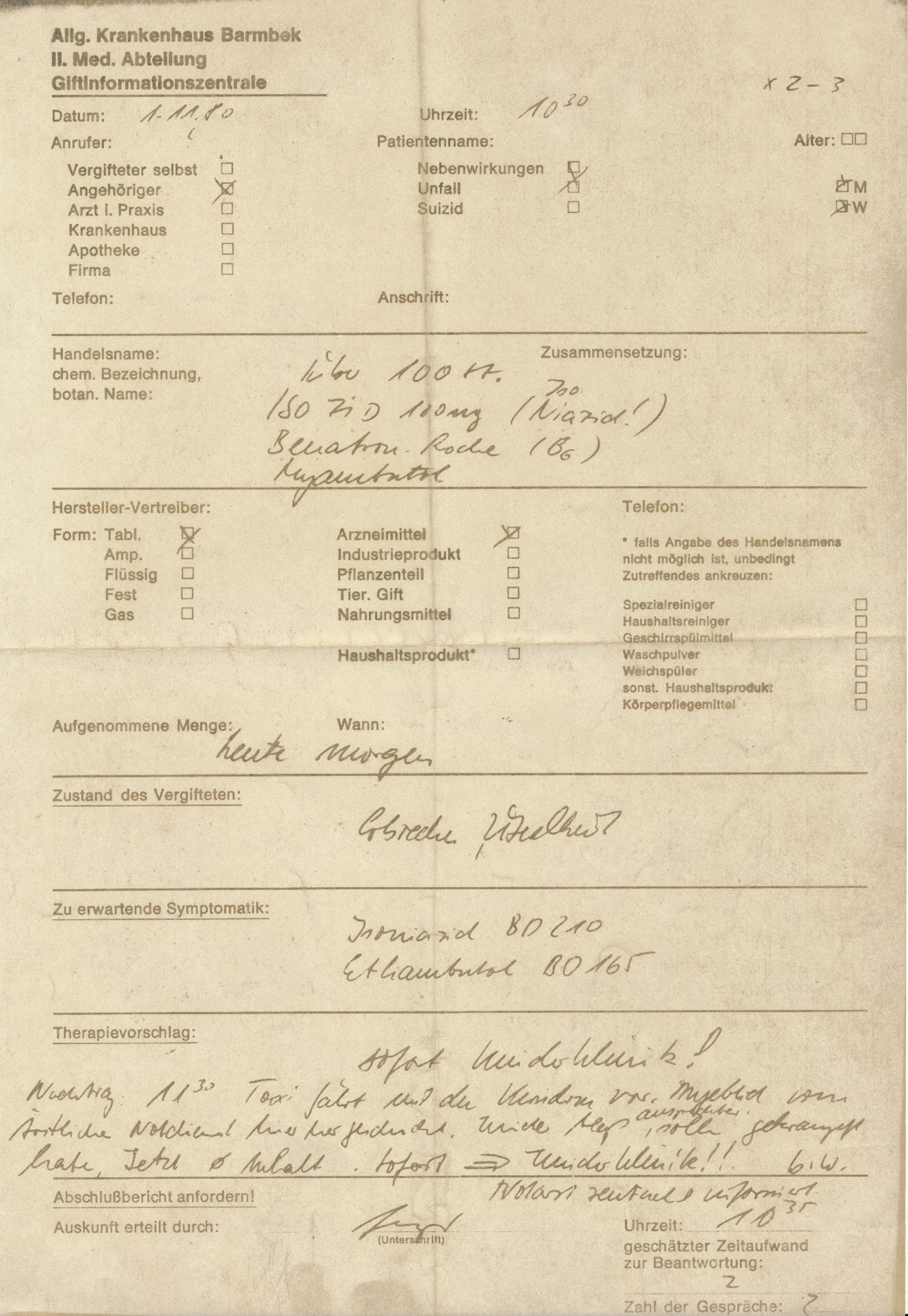
Dokumentationsbogen Giftinformation 1981

Im damaligen Haus 9 wurde eine Beatmungsstation errichtet, welche als Vorläufer der heutigen Intensivstationen gesehen werden kann. Es wurde hierzu die erste Sauerstoff- und auch Pressluftzentrale des Krankenhauses sowie eine akustische Überwachungseinrichtung eingebaut.
Aus den Bemühungen um die Behandlung Vergifteter entwickelte Axel Dönhardt 1962 die Einrichtung einer norddeutschen Giftinformationszentrale am Krankenhaus Barmbek, einer Einrichtung, bei der Ärzte, aber auch besorgte Laien per Anruf rund um die Uhr Informationen zu Wirkungsweise und Behandlung von Giften bekommen konnte, von der Tollkirsche bis zum Rattengift.
Im Haus 18 befand sich seit 1962 die Entgiftungszentrale mit Intensiv-Überwachungsbetten und 1963 wurde dann die Giftinformationszentrale im Arztzimmer der Station 18A untergebracht. Seit 1970 wurde die Rufbereitschaft der Zentrale durch die Assistenten, die auf Station 18A im Dienst waren, mit einer 24 Stunden Bereitschaft sichergestellt. Im schmalen Arztzimmer, das drei Schreibtischarbeitsplätze hatte, befand sich das Telefon der Zentrale. Die gesammelten Unterlagen für eine Information waren auf Karteikarten vermerkt, die sich in Karteischubkästen unter dem hintersten Schreibtisch befanden. Diese Karteikarten wurden immer wieder ergänzt. Zudem standen Fachbücher zur Verfügung, insbesondere ab 1970 das Buch von Braun Dönhardt „Vergiftungsregister“, das im Wesentlichen die Stichworte der Kartenkartei enthielt. Über jeden Telefonanruf wurde standardisiert ein Protokoll gefertigt, das jeden Tag in das Chefsekretariat zur Auswertung und Archivierung gebracht wurde.
In jener Zeit wurden die medizinische Klinik umorganisiert und Dönhardts „III. Medizinischen Abteilung“ wurde in „II. Medizinische Abteilung“ umbenannt.
Auf der Station selbst kamen häufig Patienten mit Intoxikationen – Tabletten, Drogen, Giftstoffen und Alkohol – zur Aufnahme. Das lag auch daran, dass 18A den Ruf in Hamburg hatte, die Spezialisten für Vergiftungen zu sein. Daher wurde die Station gezielt aufgesucht und von den Rettungswagen direkt angefahren. Die Giftinformationszentrale ging 1996 in das Giftinformationszentrum Nord für Bremen, Hamburg, Niedersachsen und Schleswig-Holstein an der Universität Göttingen auf.

## Kardiologie und Intensivstation
Die Ende der 1960er Jahre entwickelten Herzschrittmacher, sowohl temporäre wie permanente, machte Dönhardt in Zusammenarbeit mit der chirurgischen Abteilung unter Theodor-Otto Lindenschmidt zu einem weiteren Schwerpunkt der Abteilung.
Ab 1970 plante die Klinik unter Dönhardts Leitung den Bau einer großen Intensivstation. Nach der Grundsteinlegung am 7. Dezember 1978 wurde diese am 12. Februar 1981 im Beisein der Zweiten Bürgermeisterin Helga Elstner feierlich eröffnet. Der einstöckige Neubau enthält neben der Intensivstation mit 20 Betten eine große Aufnahmestation und zwei weitere Stationen. „Zehn internistische und zwei neurologische Stationen wurden baulich zu einem Komplex der Konservativen Fächer miteinander verknüpft.“
Auf der neuen Intensivstation 17B verstarb am 16. April 1981 der RAF-Terrorist Sigurd Debus nach seinem Hungerstreik und Zwangsernährung im Haftkrankenhaus.
Im Januar 1982 erfolgt nach Abschluss der Umstrukturierung die Umbenennung der „II. Medizinischen Abteilung“ in „I. Medizinische Abteilung“ unter der Leitung von Axel Dönhardt.
1985 wurde Dönhardt in den Ruhestand versetzt.

## Verbandstätigkeit, Ehrungen
1969 wurde anlässlich der 72. Tagung der Nordwestdeutschen Gesellschaft für Innere Medizin auf Vorschlag der Hamburgischen Arbeitsgemeinschaft, in der Dönhardt federführend tätig war, die Arbeitsgemeinschaft für internistische Intensivmedizin (AIM) gegründet. Axel Dönhardt gilt als Gründer der Gesellschaft und war von Beginn an Vorstandsmitglied. 1976 wurde die Arbeitsgemeinschaft in Deutsche Gesellschaft für Internistische Intensivmedizin und Notfallmedizin (DGIIN) umbenannt. Er blieb als Sprecher des Vorstandes bis 1977 und im Vorstand bis 1986 aktiv. Dönhardt war 1977 deren Präsident.
Die Nordwestdeutsche Gesellschaft für Innere Medizin (NWDGIM) wurde 1924 gegründet. Die erste Nachkriegstagung fand 1947 in Hamburg statt. Dönhardt hielt seinen ersten offiziellen Vortrag über „Experimentelle Untersuchungen bei Unterernährung“. Seit 1968 war er ständiger Sekretär der Gesellschaft und fungierte als geschäftsführender Vorstand. Dieses Amt hatte er bis 1994 inne. Er wurde Ehrenmitglied der Gesellschaft.
Während seiner Tätigkeit hatte er 1973 die Idee zur Schaffung der Ludolph Brauer Medaille und des Ludolph-Brauer-Preises, welcher seitdem regelmäßig verliehen wurde. Er selbst erhielt 1985 diese Auszeichnung.
Die E.K.Frey-Medaille benannt nach Emil Karl Frey in Gold, gestiftet von der Firma Bayer AG, wurde ihm in Anerkennung seiner Verdienste für die klinische Weiterentwicklung der Intensivmedizin 1991 verliehen.